# The Boy Who Knew Too Much
《The Boy Who Knew Too Much》은 가수 미카의 두 번째 정규 음반이다. 유니버설 뮤직 그룹의 카사블랑카 레코드를 통해 2009년 9월 21일에 발매됐다.

## 배경
미카는 그의 데뷔앨범 Life in Cartoon Motion를 프로듀스한 프로듀서 그렉 웰스와 공동 작업했다. 이 앨범은 2008년 7월부터 런던의 올림푸스 스튜디오에서 쓰여졌고, 2008년 9월 그는 로스앤젤레스의 Rocket Carousel Studios로 옮겨 앨범을 녹음했다. 데뷔앨범에서 유소년 시대를 묘사했던 미카는 그 2부로 10대의 청년기를 새 음반의 배경으로 삼았다. 첫 앨범이 "순수한 동화들을 담고 있었"던 것과 대조적으로 미카는 새 앨범의 곡들을 "고딕 팀버튼테스크 판타지"라고 표현한다.
이 앨범의 이름은 원래 첫 싱글 "We Are Golden"의 이름을 따라 We Are Golden이라고 할 예정이었다. 2009년 1월 20일 DJ. Jo Whiley와의 BBC 라디오 1 생방송 인터뷰에서, 미카는 그 앨범의 이름을 바꿀까 생각했었다고 털어놨다. 그는 "좀 더 우스꽝스러운 이름을 원했기" 때문이다. 2009년 8월 6일 앨범의 이름은 The Boy Who Knew Too Much로 변경되어 정해졌다.

### 커버 디자인
미카의 데뷔앨범 Life in Cartoon Motion에서처럼, 앨범 예술작은 미카의 누나(필명은 DaWack), 호주 일러스트레이터인 Sophie Blackall, Airside사의 협력자 리처드 호그와 미카 자신이 디자인했다. 그 수작품들은 1940대에서 1970대의 어린이 그림책들로부터 영감을 얻었다.

## 곡 목록
Disc 1
1. We Are Golden 첫 싱글
2. Blame It On The Girls
3. Rain 두 번째 싱글
4. Dr. John
5. I See You
6. Blue Eyes
7. Good Gone Girl
8. Touches You
9. By The Time
10. One Foot Boy
11. Toy Boy
12. Pick Up Off The Floor
13. Lady Jane (iTunes 보너스 트랙)
14. Lover Boy (딜럭스 버전 보너스 트랙)
15. Lonely Alcoholic

Disc 2 (딜럭스 버전 보너스 CD)

Mika Live @ Sadler's Wells
1. Grace Kelly
2. Lady Jane
3. Stuck in the Middle
4. Lonely Alcoholic
5. Blue Eyes
6. Toy Boy
7. Billy Brown
8. Good Gone Girl
9. Over My Shoulder
10. Big Girl (You Are Beautiful)
11. Love Today
12. Blame it on the Girls
13. Happy Ending
14. Lollipop
15. My Interpretation
16. Rain
17. Relax, Take It Easy

## 차트 성과
이 앨범은 첫 주 40,308부가 팔리며 영국 음반 차트에서 4위로 데뷔했다. 둘째 주에는 11위로 떨어졌다. 셋째 주에는 14위로 떨어졌다가 넷째 주에는 37위로 떨어졌다. 전반적으로 영국에서는 4주간 탑 40에 머무르는데 그쳤다. "The Boy Who Knew Too Much"는 영국에서 55,000부가 팔렸다.
이 앨범은 프랑스 음반 차트에서 1위로 데뷔하며 1집에 연이어 프랑스 탑에 도달한 미카의 두 번째 앨범이 되었다. 미국에서는 29,000부가 팔리며 빌보드 200에서 19위로 데뷔했다.
| 차트 (2009)                     | 최고 순위 |
| ------------------------------- | --------- |
| 아르헨티나 음반 차트            | 6         |
| 오스트리아 음반 차트            | 9         |
| 호주 음반 차트                  | 10        |
| 벨기에 플랑드르 음반 차트       | 3         |
| 벨기에 왈로니 음반 차트         | 3         |
| 캐나다 음반 차트                | 19        |
| 네덜란드 음반 차트              | 5         |
| 프랑스 음반 차트                | 1         |
| 독일 음반 차트                  | 6         |
| 아일랜드 음반 차트              | 14        |
| 이탈리아 음반 차트              | 10        |
| 멕시코 음반 차트                | 29        |
| 뉴질랜드 음반 차트              | 30        |
| 노르웨이 음반 차트              | 29        |
| 포르투갈 음반 차트              | 17        |
| 스페인 음반 차트                | 7         |
| 스위스 음반 차트                | 2         |
| 영국 음반 차트                  | 4         |
| 미국 빌보드 200                 | 19        |
| 미국 빌보드 Top 일렉트로닉 음반 | 5         |